# Lingua galata
La lingua galata, nota anche, più semplicemente, come galato o, in alternativa, come galatico, è una lingua indoeuropea estinta appartenente al ramo continentale della famiglia linguistica celtica, un tempo parlata dal popolo celtico dei Galati in un'enclave situata nel settore centrale dell'Anatolia (porzione asiatica dell'attuale Turchia), che da loro prese il nome di Galazia.
Il galato, il cui periodo di utilizzo è convenzionalmente compreso tra il III secolo a.C. e il V secolo d.C., era, con ogni probabilità, una lingua celtica continentale ed era contemporaneo del gallico, di cui forse costituiva una varietà dialettale.
Di questa lingua sopravvivono soltanto sparute glosse e scarni commenti nelle opere degli autori classici, oltre ad alcuni vocaboli e nomi propri conservati epigraficamente, cioè nelle iscrizioni pubbliche e private, dunque la conoscenza è fortemente limitata dalla scarsità di fonti indirette e dalla totale assenza di fonti dirette.

## Storia linguistica
Lo studioso e religioso San Girolamo attesta e comprova la sopravvivenza di questo idioma fino alla fine del IV secolo d.C. e, in aggiunta, riporta la somiglianza di quest'ultimo con la lingua parlata all'epoca dalla tribù dei Treveri, stanziata sul limes renano; solo più tardi, dunque, dovette compiersi la completa ellenizzazione linguistica del popolo dei Galati. Dal momento che è quasi certo che i Treveri parlavano una varietà di gallico, la testimonianza di Girolamo permette di affiliare il galato alla famiglia celtica, ponendolo in stretta relazione, non si sa se dialettologica, col gallico.

## Testimonianze
Si stima che sia giunto a noi un totale di circa 120 parole del galato, per la maggior parte nomi di persona; molto spesso questi nomi finiscono in -riks (da confrontare col gallico -rix /-reix, l'antico irlandese ri e il latino rex), cioè "re", alcuni in -marus, dativo -mari (cfr. gallico -maros, antico irlandese mor, gallese mawr), ossia "grande", tuttavia vi sono anche nomi tribali come Ambitouti (prefisso ambi- da confrontare con l'antico irlandese imm- "intorno", mentre touti rimanda all'antico irlandese tuath "tribù") e un reperto lessicale, drunaimeton, traducibile come "luogo dell'assemblea" (cfr. antico irlandese drui "druido", antico irlandese neimed "luogo sacro", gallico nemeton "bosco sacro, radura magica").
Tutto ciò che si può dedurre da tali termini è un buon grado di celticità esibito dal patrimonio galato, in linea con quello riscontrabile in altre varietà celtiche e, soprattutto, nel gallico; di notevole interesse, in particolar modo, le strutture onomastiche e toponomastiche, che ricalcano molto bene quelle delle varietà continentali.

## Sistema di scrittura
I galatofoni non svilupparono mai un proprio, autoctono sistema di scrittura, tuttavia alcune parole galate furono registrate in alfabeto greco e, talvolta, in alfabeto latino da autori e scribi dell'età classica, permettendo che giungessero fino a noi.